# Edwardstone
Edwardstone ist ein Dorf und civil parish im District Babergh in der Grafschaft Suffolk, England. Das Gemeindegebiet umfasst die Ortschaften Mill Green, Priory Green, Round Maple und Sherbourne Street. Edwardstone ist 22 km von Ipswich entfernt. Im Jahr 2022 hatte es eine Bevölkerung von 375. Edwardstone wurde 1086 im Domesday Book als Eduardestuna erwähnt. Die Pfarrkirche ist dem Heiligen Maria gewidmet.
In Edwardstone wurde am 12. Januar 1583 John Winthrop als Sohn von Adam und Anne Winthrop geboren. Er war ein englischer Jurist und verfolgter Puritaner, der  1629 zum zweiten Gouverneur der Massachusetts Bay Colony gewählt wurde, auswanderte und als einer der Stadtgründer von Boston gilt und dort am 26. März 1649 gestorben ist.